# パントガン

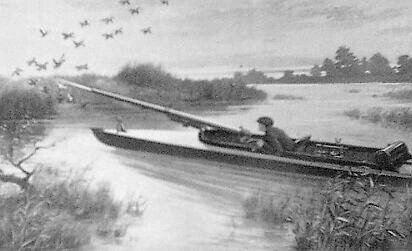
『Science and Mechanics』誌に掲載されたパントガン猟の様子（1911年10月）

パントガン（Punt gun）は、19世紀から20世紀初頭にかけて商業狩猟（Commercial hunters）のために使われた大型の散弾銃である。1度の射撃で大量の水鳥を撃ち落とすために開発された。

## 構造と運用

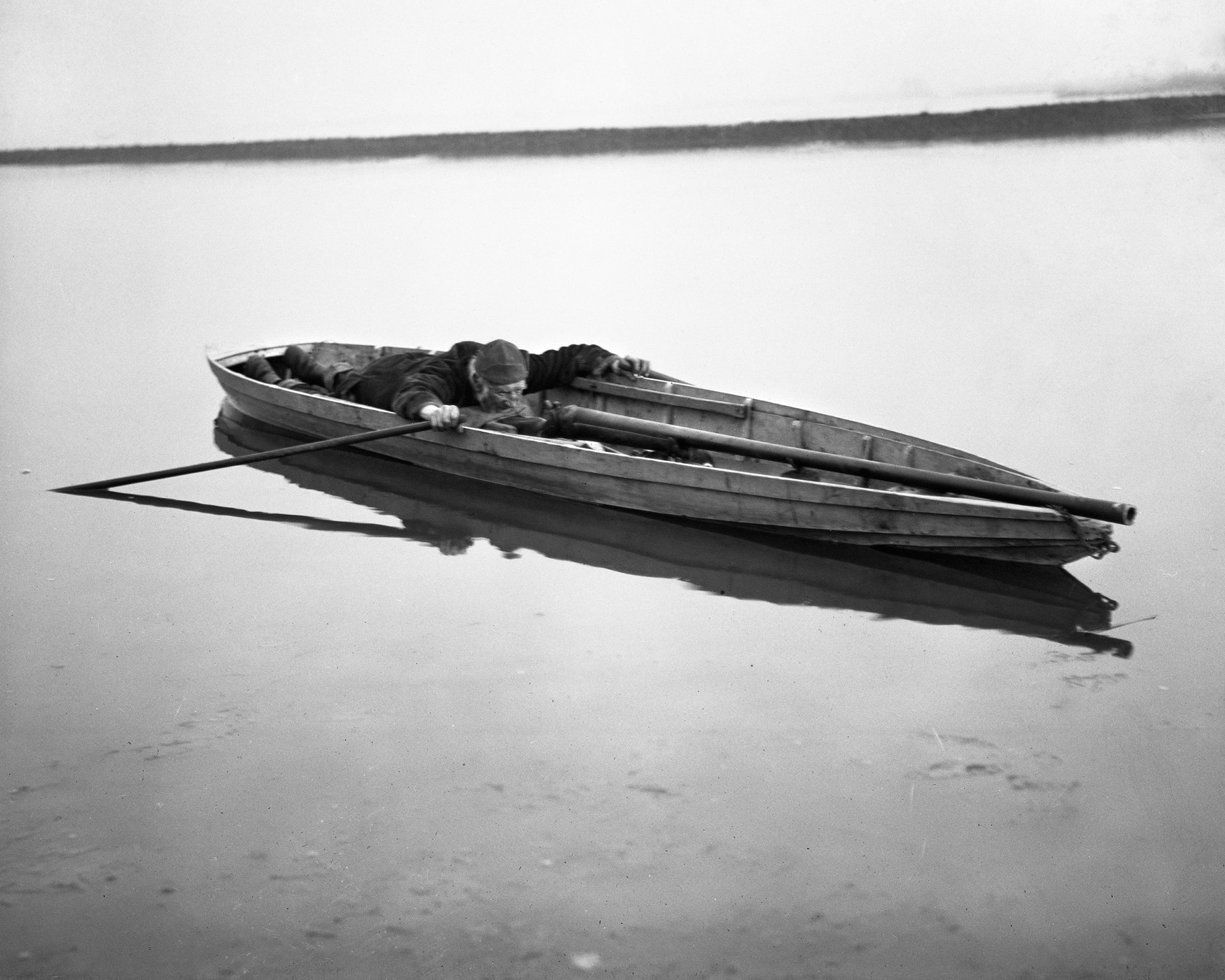
パントガンの照準を定める猟師

パントガンは特注設計された一品物が多かったため、その性能やデザインの幅も広かったが、口径はしばしば2インチ (51 mm)以上で、1度に発射される散弾の重量は1ポンド（0.45 kg程度）を超えることもあった。また、1度の射撃で水上にいる水鳥を50羽以上撃ち落とすことができた。非常に大型で反動も強く、射撃のためには平底船に据え付ける必要があった。パントガンという呼称はこの使用法に由来する。猟師は標的となる水鳥の群れを驚かせないように、船竿やオールを用いて静かに船を進めなければならない。通常、パントガンは船底に固定されているため、照準を定めるには船自体を動かす必要があった。射撃時の反動で船が数インチほど後退することもあったと言われている。効率的に猟を行うべく、10隻程度のパントガン船による船団が組まれることもあった。

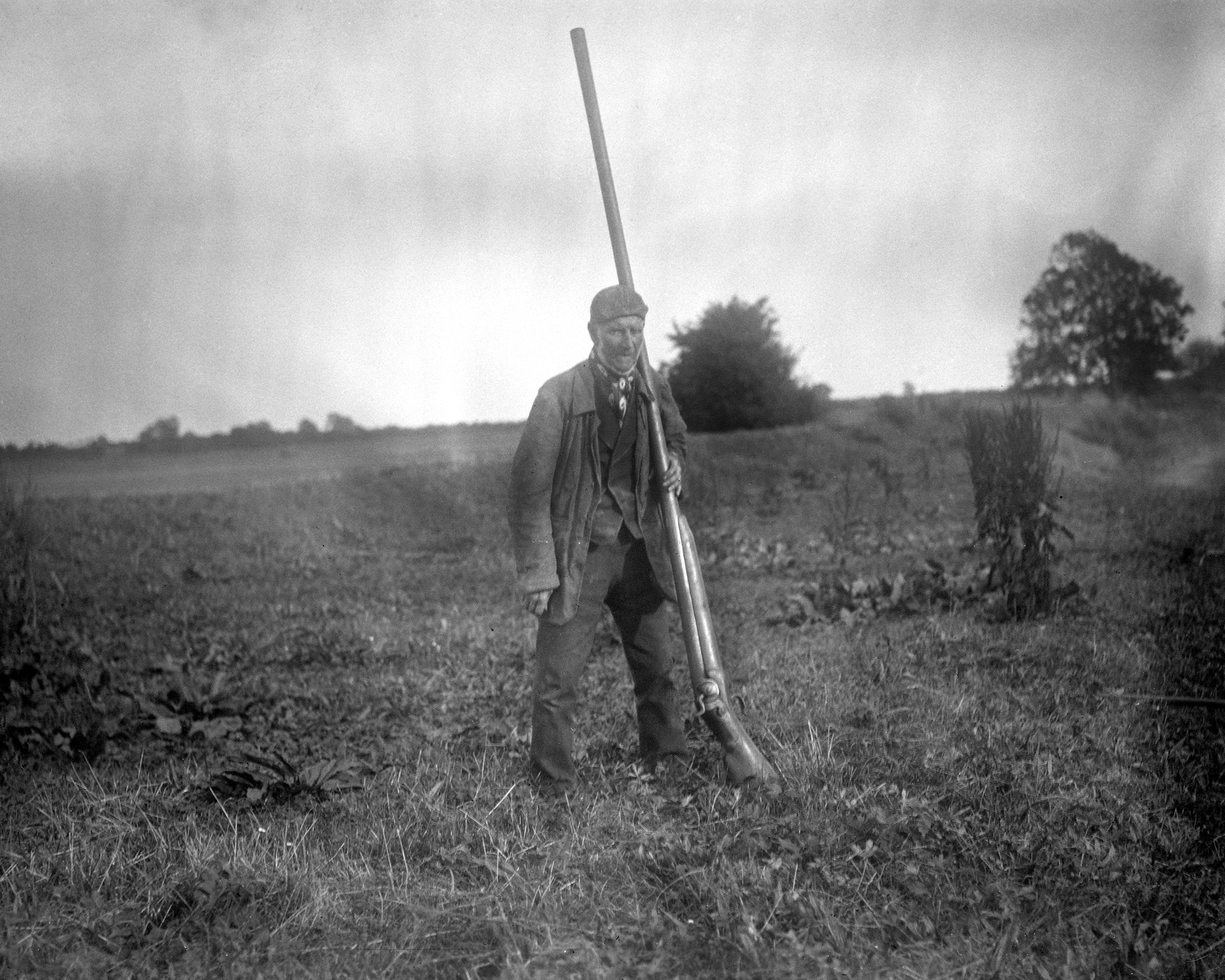
人間とパントガンの比較

アメリカ合衆国ではパントガン猟による乱獲が水鳥の大幅な減少を招いたため、1860年代までに大部分の州で禁止猟具に指定された。1900年のレイシー法では狩猟肉の州間移動が禁止され、1918年に定められた一連の連邦法において商業狩猟が完全に違法化された。
イギリスで1995年に行われた調査によれば、50丁程度のパントガンが依然として使用されていた。イギリスにおいてはパントガンの口径は1.75インチ (44 mm) (1 1/8ポンド）と法的に制限されている。1897年のヴィクトリア女王のダイヤモンド・ジュビリー（在位60年周年記念式典）以来、リンカンシャー・カウビットのカウビット・ウォッシュ（Cowbit Wash）にて行われる戴冠式（Coronation）や記念祭（Jubilee）においては祝砲としてパントガンの射撃が行われている。エリザベス2世女王のダイヤモンド・ジュビリーでは、21丁のパントガンが祝砲として用いられ、1丁ずつ順に射撃を行った後、21丁の一斉射撃が行われた。